# Hapoel Jerusalem (Basketball)
Hapoel Jerusalem ist ein israelischer Basketballverein aus Jerusalem. Hapoel spielt zurzeit in der Ligat ha’Al sowie im EuroCup. Gegenwärtig trägt der Club den Sponsorennamen Hapoel Bank Yahav Jerusalem.

## Geschichte
Die erste Erwähnung des Basketballs im Zusammenhang mit Hapoel Jerusalem findet sich 1935. Während des vierten Hapoel Treffens gab es ein Basketball-Turnier mit Mannschaften aus Jerusalem, Yehuda, Tel-Aviv und Shomron. Offizielle Gründung der Basketballabteilung erfolgte 1943. Seit dieser Zeit nahm der Klub an Turnieren und Freundschaftsspielen teil und ist Mitglied des größten israelischen Sportverbands HaPoel.
Die erste Teilnahme an der israelischen Meisterschaft erfolgte 1955, ein Jahr nach der Gründung der höchsten israelischen Liga. Die ersten drei Jahrzehnte erreichte die Mannschaft keine nennenswerten Erfolge und pendelte oft zwischen der höchsten und zweiten israelischen Liga. Der letzte Aufstieg gelang Hapoel 1986. Seitdem spielt der Klub ununterbrochen in der höchsten israelischen Spielklasse. In der Saison 1990/91 erreichte Hapoel zum ersten Mal die israelischen Play-offs. In derselben Saison startete die Mannschaft zum ersten Mal in einem europäischen Pokal, dem Korać-Cup. In den 90er Jahren gewann Hapoel mit zwei Pokalsiegen 1996 und 1997 seine erste nationale Titel. Der Gegner in beiden Finalspielen hieß Maccabi Tel-Aviv. Nachdem Hapoel in den Folgejahren regelmäßiger Teilnehmer verschiedener europäischer Pokalwettbewerbe gewesen und 2002 im Halbfinale des Saporta Cups gescheitert war, gelang 2004 mit dem ULEB Cup der erste internationale Titel. Im Finale in Charleroi wurde Real Madrid mit 83:72 geschlagen. Mit zwei weiteren nationalen Pokalsiegen 2006 und 2007 wurde das erste Jahrzehnt des 21. Jahrhunderts zum erfolgreichsten in der Geschichte des Hapoel.
2015 wurde der Verein erstmals israelischer Meister.

## Aktueller Kader
| Nr. | Nat.               | Name                 | Position | Geburt     | Größe  | Info |
| --- | ------------------ | -------------------- | -------- | ---------- | ------ | ---- |
| 0   | Vereinigte Staaten | Justin Smith         | Forward  | 01.03.1999 | 201 cm |      |
| 1   | Vereinigte Staaten | Jared Harper         | Guard    | 14.09.1997 | 178 cm |      |
| 3   | /                  | Khadeen Carrington   | Guard    | 03.10.1995 | 187 cm |      |
| 5   | Vereinigte Staaten | Austin Wiley         | Center   | 08.01.1999 | 211 cm |      |
| 6   | Israel             | Roy Paretsky         | Guard    | 24.07.2002 | 194 cm |      |
| 7   | Israel             | Gabriel Chachashvili | Center   | 08.12.1999 | 210 cm |      |
| 8   | Vereinigte Staaten | Cassius Winston      | Guard    | 28.02.1998 | 185 cm |      |
| 13  | Israel             | Roi Huber            | Guard    | 10.02.1997 | 188 cm |      |
| 15  | Israel             | Nimrod Levi          | Forward  | 24.03.1995 | 208 cm |      |
| 22  | Vereinigte Staaten | Anthony Lamb         | Forward  | 20.01.1998 | 198 cm |      |
| 44  | Ukraine            | Dmytro Skapintsev    | Center   | 12.05.1998 | 216 cm |      |
| 50  | Israel             | Yovel Zoosman        | Forward  | 12.05.1998 | 200 cm |      |
| 91  | Vereinigte Staaten | Josiah-Jordan James  | Forward  | 05.09.2000 | 198 cm |      |

| Nat.   | Name         | Position   |
| ------ | ------------ | ---------- |
| Israel | Yonatan Alon | Head Coach |

| Abk. | Bedeutung                       |
| ---- | ------------------------------- |
| Nr.  | Trikotnummer                    |
| Nat. | Nationalität                    |
| C    | Mannschaftskapitän              |
| S    | Suspension                      |
|      | Verletzungsbedingte Inaktivität |

## Hallen
Von 1985 bis 2014 spielte der Club in der Malha Arena mit 2000 Plätzen. Danach folgte im September 2014 der Umzug in die neue Pais Arena mit rund 11.000 Plätzen.

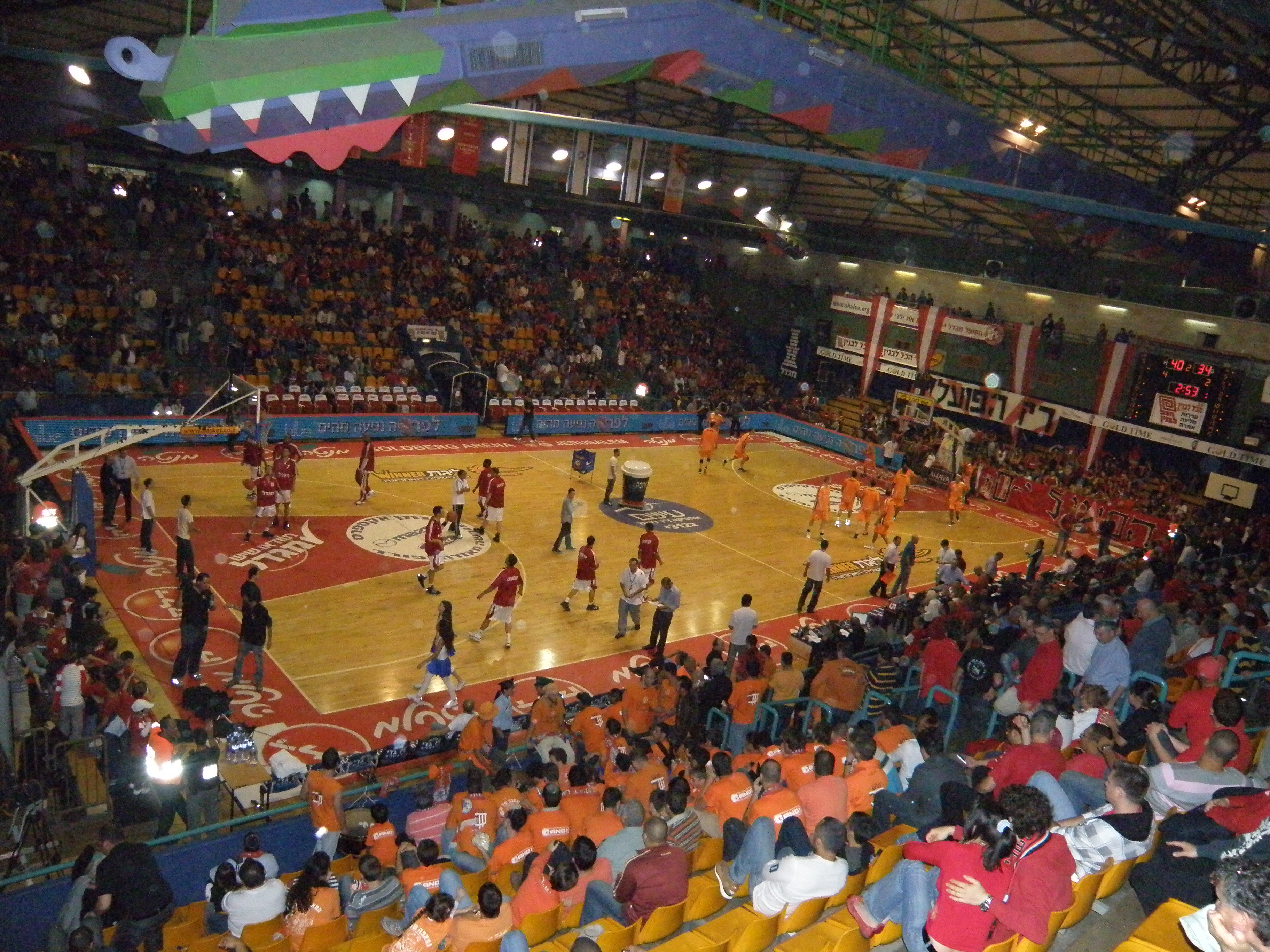
Die Malha Arena (2010)
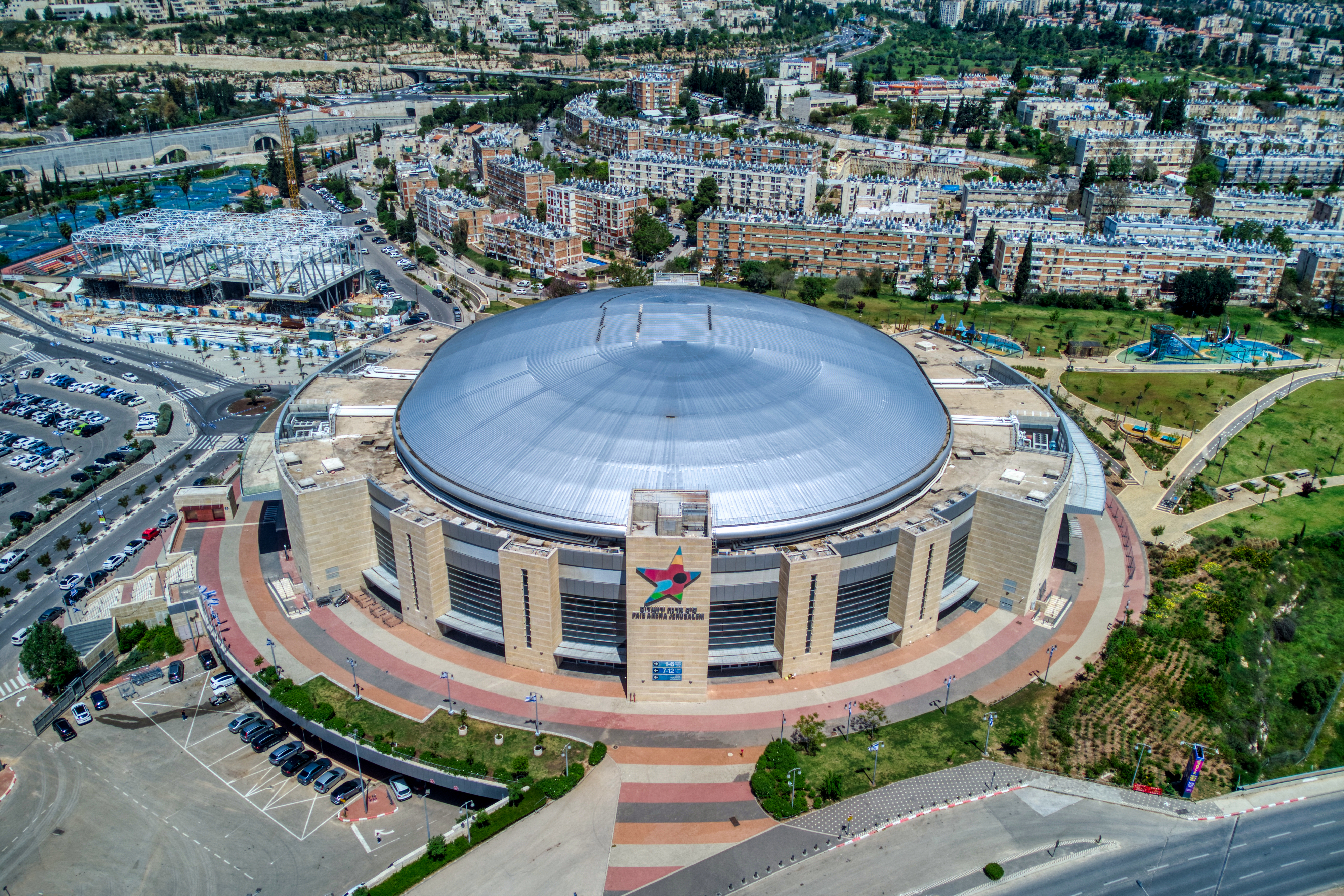
Die Pais Arena (2023)

## Erfolge
- Sieger ULEB Cup: 2004
- Israelischer Meister (2×): 2015, 2017
- Israelischer Pokalsieger (8×): 1996, 1997, 2007, 2008, 2019, 2020, 2023, 2024
- Israelischer Ligapokal (6×): 2008, 2009, 2014, 2016, 2019, 2023